# Dermaleipa minians
Dermaleipa minians är en fjärilsart som beskrevs av Paul Mabille 1884. Dermaleipa minians ingår i släktet Dermaleipa och familjen nattflyn. Inga underarter finns listade i Catalogue of Life.